# شهرستان آکتانیشسکی
شهرستان آکتانیشسکی (به لاتین: Aktanyshsky District) یک شهرستان در روسیه است که در تاتارستان واقع شده‌است.